# 柿子公司
柿子公司（Persimmon plc）是英國的一家住宅開發商，公司名來自1896年為愛德華七世贏下兩場比賽的同名賽馬。

## 歷史
該公司由鄧肯·戴維森（Duncan Davidson）創立於1972年，最初只在約克郡經營業務，後來逐漸擴展到英國其他地區。 

## 批評
該公司多次被批建築質量差，售後服務不足。

## 外部連接
- Official site （页面存档备份，存于）
- Official Charles Church site （页面存档备份，存于）
- Persimmon Homes Corporate Website （页面存档备份，存于）